# Parafia Imienia Najświętszej Maryi Panny w Grobli
Parafia Imienia Najświętszej Maryi Panny w Grobli – parafia rzymskokatolicka, znajdująca się w diecezji tarnowskiej, w dekanacie Uście Solne.

## Proboszczowie
- ks. Władysław Buczek[2]
- ks. Antoni Zoń (2007–2024)[2]
- ks. Józef Waśko (2024– )[3]